# Trimethylphosphat
Trimethylphosphat ist eine chemische Verbindung aus der Gruppe der Phosphorsäureester.

## Gewinnung und Darstellung
Trimethylphosphat kann durch Reaktion von Phosphoroxychlorid mit Methanol gewonnen werden.

## Eigenschaften
Trimethylphosphat ist eine brennbare, schwer entzündbare, feuererstickende, farblose Flüssigkeit mit angenehmem Geruch, die leicht löslich in Wasser ist. Sie zersetzt sich bei Erhitzung. Der Flammpunkt der Verbindung liegt bei 150 °C.

## Verwendung
Trimethylphosphat wird als Stabilisator und Antioxidans, als Benzinadditiv zur Kontrolle der Oberflächenzündung, als Methylierungsmittel (insbesondere für sterisch gehinderte Carbonsäuren), als chemisches Zwischenprodukt bei der Herstellung von Polymethylpolyphosphaten, als flammhemmendes Lösungsmittel für Farben und Polymere, sowie als Katalysator bei der Herstellung von Polymeren und Harzen verwendet.